# Бонончини, Антонио Мария
Антонио Мария Бонончини (итал. Antonio Maria Bononcini; 18 июня 1677 года, Модена, герцогство Модена и Реджо — 8 июля 1726 года, там же) — итальянский композитор и виолончелист, брат Джованни Баттисты Бонончини.

## Биография
Антонио Мария Бонончини родился 18 июня 1677 года в Модене, в герцогстве Модена и Реджо, в семье музыканта и композитора Джованни Марии Бонончини и Анны Марии Преции. Мать умерла спустя несколько дней после его рождения, и он, вместе со старшим братом Джованни Баттистой Бонанчини, воспитывался мачехой Барбарой Аньезе Тозатти.
Обучался музыке, вместе со старшим братом, у Джованни Паоло Колонна в Болонье. Между 1690 и 1696 годами играл на виолончели в оркестре кардинала Бенедетто Памфили. В 1693 году написал свою первую композицию «Блаженны смиренные» (лат. Laudate рueri), а следом 12 сонат для виолончели. Он был вторым композитором, после Доменико Габриелли, сочинившим сонату для этого музыкального инструмента. В ноябре 1696 года в Риме вступил в Конгрегацию Святой Цецилии. В 1698 году написал сценическую аллегорию «Героическая слава» (итал. La fama eroica), посвятив её кардиналу Джорджио Вивенте Корнаро, который, вероятно, взял его к себе на службу.
26 декабря 1696 года в театре Сан-Бартоломео в Неаполе прошла премьера первой оперы-сериа Антонио Марии Бонончини «Триумф Камиллы, царицы вольсков» (итал. Il trionfo di Camilla reginade' Volsci), которая имела зрительский успех и после неоднократно ставилась на сценах театров Италии.
Около 1700 года композитор, вместе со старшим братом, переехал в Вену, где играл в оркестре при императорском дворе в Австрии. В 1702—1703 годах в Берлине он играл в оркестре королевы Софии Шарлотты Прусской, а с 1704 года снова в Вене в оркестре будущего императора Иосифа I. Во время пребывания в Берлине Антонио Мария Бонончини познакомился с Георгом Филиппом Телеманом. В 1705 году он был назначен капельмейстером в капелле будущего императора Карла VI. С 1705 по 1711 год им был написан ряд работ для двора фон Габсбургов в Вене.
В 1713 братья вернулись в родной город. Антонио Мария Бонончини, не получив место капельмейстера в капелле герцогов Модены и Реджо, в 1714 году переехал в Рим, но уже в 1716 году вернулся в Модену, получив место виолончелиста и дирижёра в театре Мольца. Это место он занимал до 1721 года. За это время им были написаны и поставлены 10 опер в театрах Венеции, Флоренции, Рима, Неаполя.
В 1720 году он сочинил сценическую аллегорию «Триумф орла и лилии» (итал. Il trionfo dell'aquila e del giglio) в честь свадьбы Франческо д’Эсте, герцога Модены и Реджо, и Шарлотты Аглаи де Бурбон, принцессы Орлеанской. В 1721 году композитор получил место капельмейстера в капелле герцогов Модены и Реджо, которое занимал до самой смерти.
В Модене он женился на Элеоноре Сутерин, от которой имел пятерых детей. Ни один из его сыновей не стал музыкантом.
Антонио Мария Бонончини умер 8 июля 1726 года в Модене.

## Творческое наследие
Творческое наследие композитора включает 17 опер, 4 оратории, 39 кантат, духовные и вокальные сочинения.